# Woolhampton
Woolhampton är en civil parish i Storbritannien.   Den ligger i kommunen West Berkshire i riksdelen England, i den södra delen av landet, 70 km väster om huvudstaden London. Antalet invånare är 886. Arean är 3,9 kvadratkilometer. Woolhampton gränsar till Brimpton.
Terrängen i Woolhampton är platt.